# Джурасик свят: Прераждане
„Джурасик свят: Прераждане“ (на английски: Jurassic World Rebirth) е американски научнофантастичен филм от 2025 г. на режисьора Гарет Едуардс по сценарий на Дейвид Коп. Той е седмият филм от поредицата „Джурасик парк“, четвъртият филм от поредицата „Джурасик свят“ след „Джурасик свят: Господство“ (2022). Във филма участват Скарлет Йохансон, Махершала Али, Джонатан Бейли, Рупърт Френд, Мануел Гарсия-Рулфо и Ед Скрейн.
Премиерата на филма се състои в „Лейчестър Скуеър“, Лондон на 17 юни 2025 г., и излиза по кината в Съединените щати и Канада на 2 юли 2025 г.

## Актьорски състав
- Скарлет Йохансон – Зора Бенет[5]
- Махершала Али – Дънкан Кинкейд
- Джонатан Бейли – Доктор Хенри Лумис
- Рупърт Френд – Мартин Кребс
- Мануел Гарсия-Руфо – Рубен Делгадо
- Луна Блейз – Тереза Делгадо
- Дейвид Яконо – Хавиер Добс (Екзейвиър в българския превод на дублираната версия)
- Одрина Миранда – Исабела Делгадо
- Ед Скрейн – Боби Атуейтър
- Филипин Велг – Нина
- Бехир Силвейн – Люклер

## Синхронен дублаж
| Роля               | Изпълнител               |
| ------------------ | ------------------------ |
| Зора Бенет         | Августина-Калина Петкова |
| доктор Хенри Лумис | Теодор Койчинов          |
| Дънкан Кинкейд     | Христо Узунов            |
| Мартин Кребс       | Георги Стоянов           |
| Рубен Делгадо      | Петър Бонев              |
| Тереса Делгадо     | Симона Бакалова          |
| Екзейвиър Хобс     | Виктор Иванов            |
| Исабела Делгадо    | Алина Георгиева          |
| Нина               | Дайяна Димитрова         |
| Льоклер            | Стефан Иванов            |
| Други гласове      | Елена Грозданова         |
| Други гласове      | Константин Лунгов        |
| Други гласове      | Мариан Маринов           |
| Други гласове      | Росен Русев              |

| Обработка              | Александра Аудио |
| ---------------------- | ---------------- |
| Преводач               | Силвия Вълкова   |
| Режисьор на дублажа    | Мариета Петрова  |
| Тонрежисьори на записа | Пламен Чернев    |
| Тонрежисьори на записа | Петър Костов     |
| Тонрежисьори на записа | Пламен Цветанов  |
| Тонрежисьори на записа | Лазар Мицов      |
| Миксиращо студио       | Пип Студиос      |

## Филми от поредицата за „Джурасик парк“
Поредицата „Джурасик парк“ включва 7 филма:
- „Джурасик парк“ (1993)
- „Изгубеният свят: Джурасик парк“ (1997)
- „Джурасик парк III“ (2001)
- „Джурасик свят“ (2015)
- „Джурасик свят: Рухналото кралство“ (2018)
- „Джурасик свят: Господство“ (2022)
- „Джурасик свят: Прераждане“ (2025)